# 丹麥—斯洛文尼亞關係
丹麥－斯洛維尼亞关系是指丹麦和斯洛維尼亞之間的外交關係。两国均为欧洲联盟、北约、经济合作与发展组织成员国。

## 历史
在斯洛文尼亚独立前，两国交往甚少。1991年6月25日，十日战争后，斯洛文尼亚脱离南斯拉夫社会主义联邦共和国成为独立国家，翌年1月20日，丹麦与斯洛文尼亚建交。两国关系友好，丹麦一直支持斯洛文尼亚加入欧洲联盟。2001年，丹麦女王玛格丽特二世首次出访斯洛文尼亚，次年，丹麦首相安诺斯·福格·拉斯穆森亦访问斯洛文尼亚，并表达了对于斯洛文尼亚加入欧盟的支持。
在斯洛文尼亚加入欧洲联盟后，两国的人员流通更加便利，丹麦境内也出现了一些有规模的斯洛文尼亚人社区。

## 外交机构

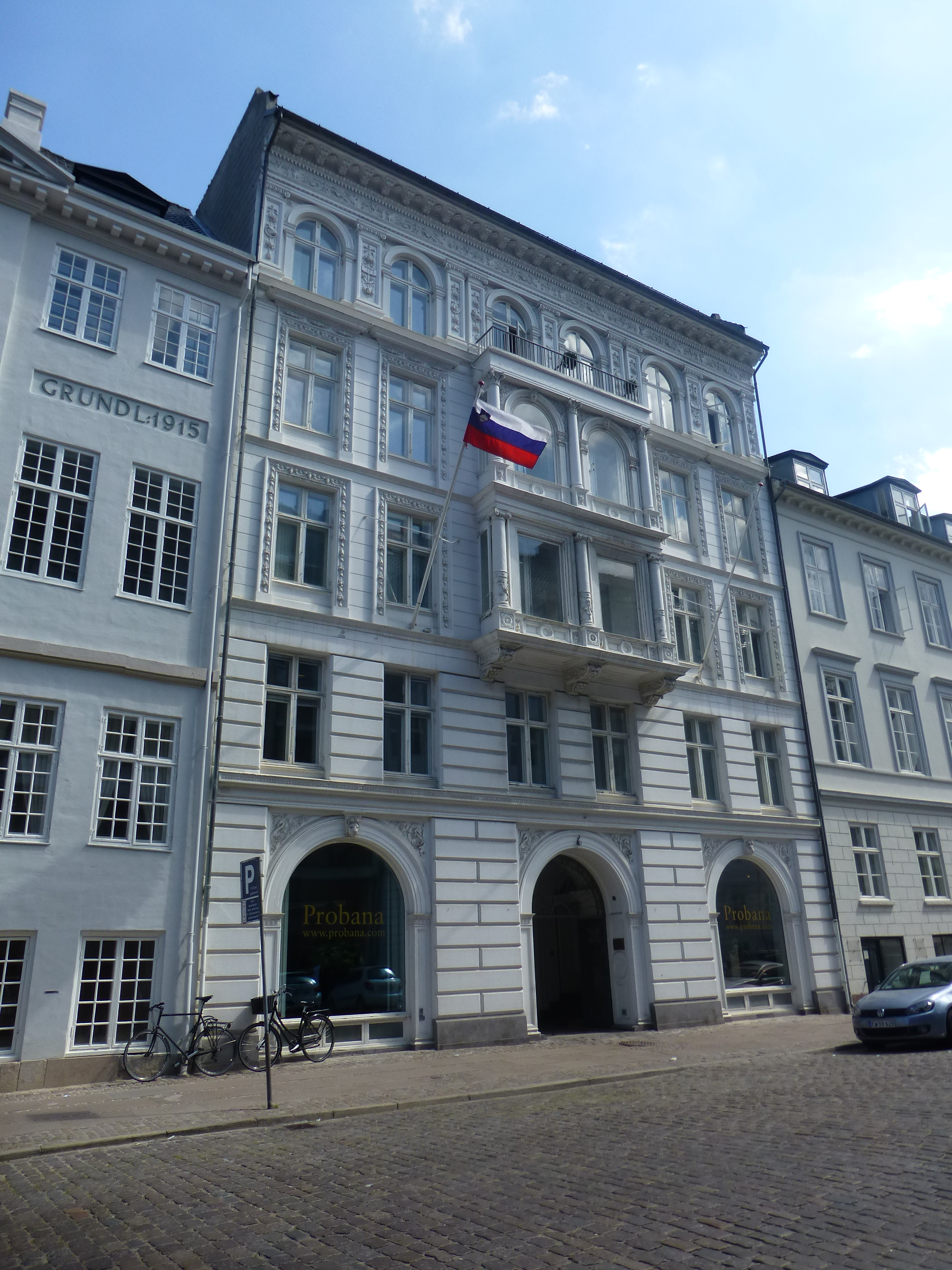
斯洛文尼亚驻丹麦大使馆

2014年， 丹麦基于预算考量，裁撤了驻斯洛文尼亚大使馆，目前丹麦對斯洛維尼亞的相關事務由驻匈牙利大使馆兼轄，丹麦在卢布尔雅那也有一个名誉领事馆。
 斯洛維尼亞在哥本哈根设有大使馆，也兼轄该国在 瑞典、 挪威、 芬兰、 冰島的相關事務。斯洛文尼亚也在奥胡斯等城市委任名誉领事。